# Джао Дзъян
Джао Дзъян (кит. 赵紫阳, кит. трад. 趙紫陽, пинин Zhào Zǐyáng, англ. трансл. Chao Tzu-yang) (17 октомври 1919—17 януари 2005) – китайски политически деятел, премиер на Държавния съвет на Китайската народна република от 1980 до 1987, Генерален секретар на ЦК на Китайската комунистическа партия от 1987 г. до 1989 г.
Роден е през 1919 г. в Хуасян, в северната част на провинция Хънан. Водещ реформатор на пазарната икономика в Китай, водил борба с корупцията. Свален от длъжност за поддръжка на студентите при събитията през 1989 г. Последните 15 години от живота си е под домашен арест. Умира през януари 2005 г. в една от пекинските болници.